# Gare de Pont-l’Évêque-sur-Oise
Gare de Pont-l'Évêque-sur-Oise vasútállomás Franciaországban, Pont-l’Évêque településen.

## Vasútvonalak
Az állomást az alábbi vasútvonalak érintik:
- Creil–Jeumont-vasútvonal

## Kapcsolódó állomások
A vasútállomáshoz az alábbi állomások vannak a legközelebb: